# ペンタクォーク
ペンタクォーク(Pentaquark)はクォーク4個と反クォーク1個によって構成されているとされる重粒子（バリオン）。（普通のバリオンはクォーク3個、中間子はクォークと反クォークの対で構成されている。）2015年のCERNの調査で実在する事が判明した。
ペンタクォークの最初の候補はΘ+と名付けられており、これは2つずつのu,dクォークと、1つの反sクォークから成る。よってバリオン数が+1、ストレンジネスも+1の粒子であるとされる。この量子数の組み合わせはクォーク3個では実現できないので、もしその存在が確認されれば少なくともクォーク4個と反クォーク1個から構成されていると判る。
ペンタクォークΘ+の存在については、もともとマキシム・ポリャコフ(Maxim Polyakov)、ドミトリー・ディヤコノフ(Dmitri Diakonov)、ビクター・ペトロフ(Victor Petrov)らがロシアのペテルブルク核物理学研究所(PNPI)で1997年に仮説を発表していたが、懐疑的に思われていた。
ペンタクォークΘ+の存在は、2003年7月に大阪大学の中野貴志教授らが大型放射光施設SPring-8における実験で報告した。アメリカのトーマス・ジェファーソン国立加速器施設にてケン・ヒックス(Kenneth Hicks)らに追認されたとされていたが、後者のグループは後に同じ実験手法で統計を10倍に高めた実験では存在を確認できないと報告していた。